# JEdit
jEdit – edytor tekstu dla programistów, wydany na licencji GNU. Został napisany w języku programowania Java. Działa pod każdym systemem operacyjnym z zainstalowanym Java Runtime Environment.

## Funkcje
- wstawianie automatycznych wcięć w kodzie źródłowym (indenting)
- podświetlanie składni (syntax highlighting) dla ponad 130 języków programowania
- automatyczne uzupełnianie kodu
- możliwość nagrywania makr
- system wtyczek zwiększających funkcjonalność
- wyszukiwanie i zamiana oparte na wyrażeniach regularnych
- możliwość dopasowywania do potrzeb użytkownika
- możliwość rozszerzania możliwości edytora za pomocą jednego z kilku języków skryptowych